# ازدواج در روم باستان

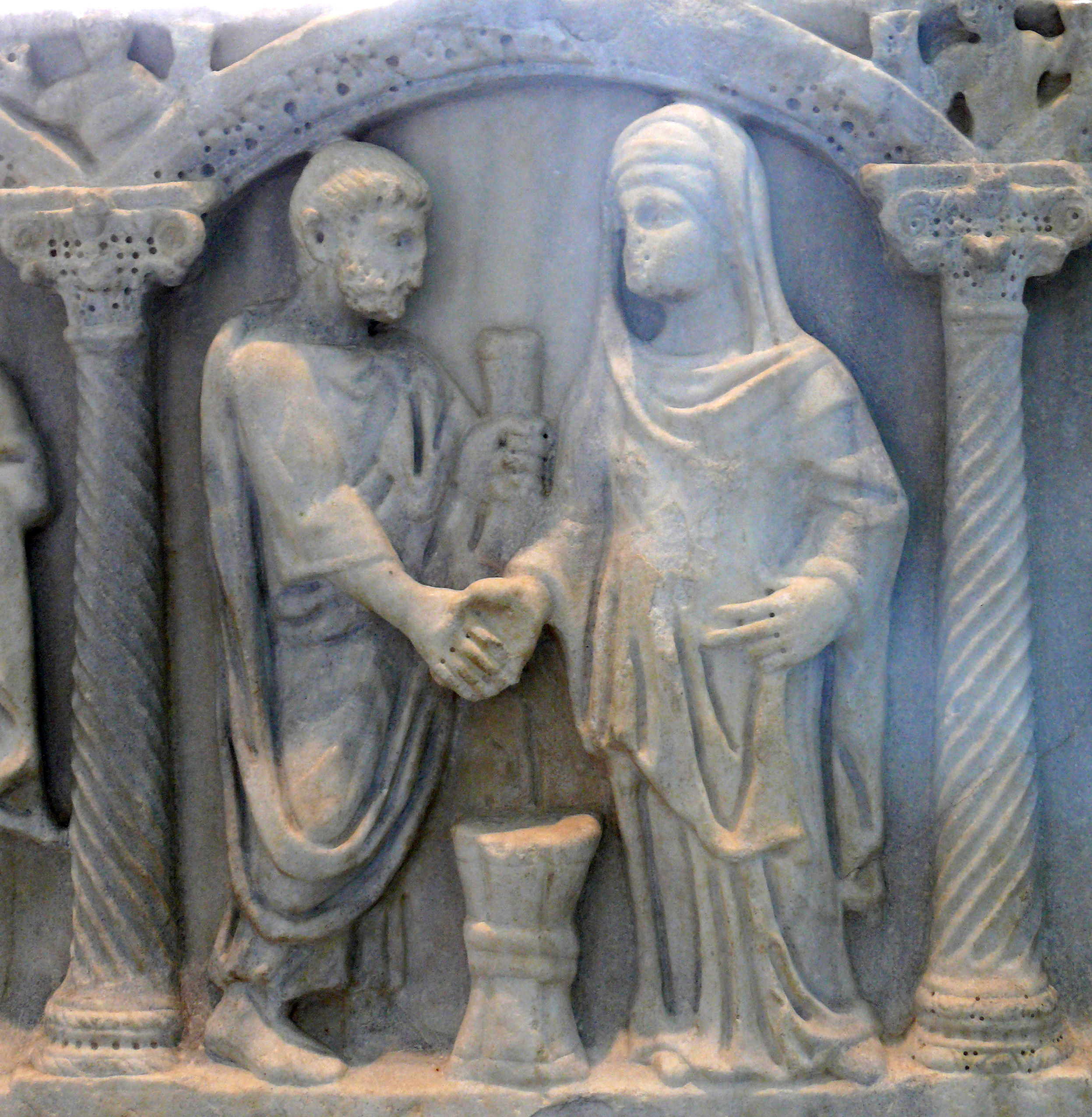
زوج رومی دست به دست هم می‌دهند (dextrarum iunctio); کمربند عروس ممکن است گرهی را نشان دهد که نشان می‌دهد شوهر به او «کمربند بسته‌است» و باید آن را در رختخوابشان باز کند (قرن چهارم)

ازدواج در روم باستان، کانوبیوم (conubium) یک نهاد اساسی جامعه بود و توسط رومی‌ها عمدتاً به عنوان ابزاری برای اتحادهای بین خانوادگی یا ازدواج سیاسی استفاده می‌شد. ازدواج، حداقل از نظر فنی، تک‌همسری بود، اما طلاق قابل قبول بود، هیچ انگی به آن وارد نمی‌شد، و ازدواج مجدد نه تنها به همان اندازه قابل قبول بود، بلکه مورد انتظار بود. در زمان جمهوری روم (۵۰۹–۲۷ قبل از میلاد)، طلاق کمتر از زمان امپراتوری (۲۷ پ. در زمان امپراتوری، نهاد ازدواج نامحبوب شده بود، نرخ زاد و ولد کاهش یافته بود. نخستین امپراتور روم آگوستوس مجبور شد قوانین یولیا را وضع کند که به زوج‌های متأهلی که حداقل سه فرزند داشته باشند، امتیازات ویژه اعطا می‌کرد.

## اهمیت پیوند زناشویی
برای رومی‌ها، پیوند زناشویی رابطه تعیین‌کننده ای بود که خانواده از آن ایجاد می‌شد. ازدواج به عنوان پایه و اساس شهر و دولت روم توسط رومیان بسیار ارزشمند بود. ازدواج و خانوادهٔ برخاسته از آن، واحدهای اجتماعی اساسی را تشکیل دادند که تار و پود جامعه روم را در کنار هم نگه می‌داشتند. زندگی سیاسی، اقتصادی و مذهبی همگی خارج از خانواده و پیرامون آن شکل می‌گرفت. در روم باستان ازدواج بیشتر با عرف و سنت مشخص می‌شد تا نظارت رسمی یا کنترل مذهبی.

## سن مرسوم
حداقل سن قانونی برای ازدواج یک دختر ۱۲ سال و برای یک پسر ۱۵ سال بود، اما اکثر مردان بعداً در حدود ۲۶ سالگی ازدواج کردند. این به این دلیل بود که تصور می‌شد مردان بین ۱۵ تا ۲۵ سالگی از نظر روانی نامتعادل هستند. تصور می‌شد که آنها کاملاً تحت سلطه علایق خود هستند و قادر به قضاوت صحیح نیستند. تصور می‌شد که دختران در سنین پایین‌تر بسیار بالغ‌تر هستند.

## تک همسری
ازدواج رومی یک نهاد تک‌همسری بود. شهروندان رومی می‌توانستند هر بار فقط یک همسر داشته باشند، اما اجازه طلاق و ازدواج مجدد را می‌دادند. این شکل از تک‌همسری در تمدن یونانی-رومی ممکن است از مساوات‌خواهی دولت-شهرهای دمکراسی یونانی و جمهوری روم ناشی شده باشد. مسیحیت اولیه این آرمان ازدواج تک‌همسری را پذیرفت و آن را به عنوان یک عنصر اساسی در بسیاری از فرهنگ‌های بعدی فرهنگ غربی تداوم بخشید. در اوایل قرن پنجم امپراتور آگوستین از آن به عنوان «رسوم رومی» یاد کرد.

## پدرسالاری
عشق، رابطه جنسی و ازدواج در روم باستان توسط پدرسالاری تعریف می‌شد. سرپرست خانواده پاتر فامیلیا (پدر) بود که بر زندگی همسر، فرزندان و بردگان خود کنترل کامل داشت. این الگوی فکری تا حدی با یکی از داستان‌های مربوط به اسطوره بنیادی رم توجیه شد که در آن نیمه خدایان رومولوس و رموس قرار داشتند، رومولوس، رموس را می‌کشد و رومولوس شهر رم را در سال ۷۵۳ قبل از میلاد تأسیس می‌کند. اندکی پس از این رویداد (یا درست قبل از آن)، رومی‌ها به قبایل همسایه حمله کردند و زنان آنها را که به عنوان تجاوز به زنان سابین معروف است، گرفتند. این قبایل سپس برای بازگرداندن زنان خود به ضدحمله ای دست زدند، اما یکی از کسانی که دستگیر شده بودند - هرسیلیا بود که همسر رومولوس شده بود - از اقدام رومیان دفاع کرد تا از مرگ‌های بیهوده جلوگیری کند و سایر زنان را تشویق کرد که همین کار را انجام دهند. مشخص نیست که این آیا داستان یک رویداد تاریخی واقعی را منعکس می‌کند یا خیر اما الگوی روابط زن و مرد در روم باستان را نشان می‌دهد: مردان قدرت را در دست داشتند. ساختار اجتماعی که بر اساس مذهب و سنت بود، حکم می‌کرد که مردان قوانین را وضع می‌کردند و زنان باید از آنها پیروی می‌کردند. اگرچه قطعاً استثناهایی وجود داشت، شواهد قویاً نشان می‌دهد که تجربه اکثر زوج‌های متأهل به این مدل پایبند بودند.
برایان کی. هاروی محقق دربارهٔ وضعیت زنان در روم باستان و چگونگی تعریف زندگی آنها در رابطه با مردان اظهار نظر می‌کند: «برخلاف فضایل مردان، زنان به خاطر خانه و زندگی زناشویی ستایش می‌شدند. فضائل آنها شامل وفاداری جنسی (castitas)، احساس نجابت (Pudicitia)، عشق به شوهر (caritas)، توافق زناشویی (concordia)، وفاداری به خانواده (pietas)، باروری (fecunditas)، زیبایی (pulchritude)، نشاط hilaritas) و خوشبختی (laetitia) و غیره بود. روم یک جامعه پدرسالار بود.»

## انواع ازدواج
قانون روم باستان سه شکل ازدواج را به رسمیت می‌شناخت:
- کنفاراتیو (Confarreatio به معنای واقعی کلمه با طلسم) - ازدواج معمولی پاتریسی‌ها که با مراسمی که در آن کیک و نان به اشتراک گذاشته می‌شد مشخص می‌شود. همچنین به عنوان «ازدواج دستی» شناخته می‌شود زیرا عروس توسط پدرش به دست داماد داده می‌شود. با یک مراسم بسیار باشکوه شامل شاهدان متعدد و قربانی کردن حیوانات مشخص می‌شد. این ازدواج محدود به رومی‌هایی بود که والدینشان نیز با هم ازدواج کرده بودند. مراسم عروسی یک مراسم مفصل با ریاست فلامن دیالیس و پونتیفکس ماکسیموس و همچنین ده شاهد بود. زن مستقیماً از مالکیت پدرش به مالکیت شوهر جدیدش درمی‌آمد.[۴]
- Coemptio (با خرید) - ازدواج پلبی‌ها که در آن شخص عروس خود را به هر وسیله ای از خانواده اش می‌خرید.[۵] متداول‌ترین نوع ازدواج، اجبار بود. این نشان‌دهنده «خرید همسر» بود، زیرا داماد یک پنی پول پرداخت می‌کرد و در ازای آن عروس را دریافت می‌کرد. در حالی که این خرید یک فروش واقعی نبود، اما نماد خریدهای سنتی عروس جوامع قبلی بود. فقط پنج شاهد مورد نیاز بود و مراسم عروسی بسیار کمتر از کنفاراتیو رسمی بود، اما عروس همچنان به مالکیت شوهرش می‌رفت.[۴] Coemptio غیررسمی‌ترین نوع، ازدواج صرفاً با رضایت متقابل و شواهدی از زندگی مشترک طولانی بود.
- یوسوس (Usus تجربه یا استفاده) - نوعی از ازدواج که در اواخر جمهوری روم منسوخ شد. این یک ازدواج عملی بود که نیازی به مراسم عروسی واقعی نداشت. یوسوس انتقال مالکیت زن به شوهر جدیدش پس از زندگی مشترک آنها بود. تنها شرط ازدواج یوسوس این بود که زن و

مرد یک سال کامل با هم زندگی کنند. سپس زن به مالکیت شوهرش می‌رفت. اگر در آن سال زن سه شب متوالی غیبت می‌کرد، نمی‌توانست به مالکیت شوهرش در آید.
- ازدواج آزاد :همچنین اتحادیه‌های زناشویی وجود داشت که زنان را ملزم به انتقال به مالکیت شوهرش نمی‌کرد. در ازدواج آزاد، زن استقلال خود را حفظ می‌کند. اگر پدر مرده بود و در وصیت نامه شرط کرده بود، او مسئول خودش بود. او، تحت suae iuris، سپس می‌تواند دارایی خود را مدیریت کند و حتی طلاق را آغاز کند.[۴]
- همخوابه قانونی (روم باستان): نوعی زندگی مشترک تک‌همسری بادوام بین زن و مرد بود.

همچنین از نظر کنترل زن دو نوع ازدواج وجود داشت:
- ازدواج مأنوس یک نوع ازدواج روم باستان بود، که دو شکل از آن وجود داشت:
- «کوم مانو» پس از ازدواج زن تحت کنترل قانونی شوهر قرار می‌گرفت و زن کنترل پدرش آزاد می‌شد و عضوی از خانواده شوهرش می‌شد، پس از آن در زیر کنترل شوهر یا پدرشوهرش قرار می‌گرفت. به‌طور قانونی توسط شوهرش به فرزندخواندگی گرفته می‌شد، او مانند سایر فرزندان خانواده در مورد مسائل جانشینی ارثی دریافت می‌کرد و پس از آن نه از پدر، بلکه از شوهرش به او ارث می‌رسید.
- «سینه مانو»، پس از ازدواج زن تحت کنترل قانونی پدرش باقی می‌ماند.

## دخالت دولت
ازدواج صحیح رومی نمی‌توانست انجام شود مگر اینکه عروس و داماد شهروند رومی باشند یا اجازه خاصی به نام «کانوبیوم» به آنها داده شده باشد.
در مقطعی از تاریخ روم، بردگان آزاد شده از ازدواج با شهروندان آزاد متولد شده منع شده بودند. این محدودیت توسط امپراتور آگوستوس که در سال ۱۸ قبل از میلاد اصلاحی به نام لگس یولیای تصویب کرد، کاهش یافت.
در دوران جمهوری‌خواهان، ازدواج، طلاق و زنا مسائلی بود که خود خانواده‌های مربوط به آن رسیدگی می‌کردند. کاهش ازدواج و نرخ زاد و ولد در جمهوری بعدی و امپراتوری اولیه منجر به مداخله دولت شد. زنای محصنه به جرمی تبدیل شد که برای آن زنان شهروند می‌توانستند با طلاق، جریمه نقدی و تنزل جایگاه اجتماعی مجازات شوند. فعالیت جنسی مردان تنها در صورت ارتکاب زنا با یک شهروند-زن متأهل بود. همچنین به خانواده‌ها مشوق‌های مالی ارائه شد تا هر چه بیشتر فرزند داشته باشند. هر دو مداخله کمترین اثر را داشتند.

## طلاق
طلاق در روم باستان ابتدا به سادگی ازدواج بود. همان‌طور که ازدواج فقط اعلام قصد برای زندگی مشترک بود، طلاق نیز فقط اعلام قصد زوجین برای عدم زندگی مشترک بود. تنها چیزی که قانون ایجاب می‌کرد این بود که آنها تمایل خود را برای طلاق در حضور هفت شاهد اعلام کنند. از آنجایی که ازدواج‌ها می‌توانست به راحتی پایان یابد، طلاق به ویژه در طبقات بالای جامعه رایج بود. هنگامی که او طلاق گرفت، یک زن می‌توانست انتظار داشته باشد که جهیزیه خود را به‌طور کامل پس بگیرد و سپس به قیمومت پاتر فامیلیا (patria potestas) - تحت سرپرستی پدرش - بازگردد. اگر او قبل از عروسی مستقل بود، پس از طلاق استقلال خود را به دست می‌آورد.

## اخلاق جنسی در زناشویی
از مردان انتظار می‌رفت که با همسران خود بچه‌دار شوند و از آمیزش با زنان متأهل خودداری کنند. با این حال، طیف گسترده‌ای از روابط جنسی در غیر این صورت مجاز بود. یک طبقه کامل از زنان به عنوان فاحشه یا بدنام برچسب خورده بودند و تحت توجه قانون و در برای توجه جنسی مردان در دسترس قرار داشتند. مردان تا حد زیادی می‌توانستند با برده‌های خود مطابق میل خود رفتار کنند، در حالی که درگیری جنسی با برده دیگری غیرقابل قبول بود و به عنوان آسیب به دارایی تلقی می‌شد. روابط همجنس‌گرایان (که رومی‌ها آن را به‌عنوان تأثیر از فرهنگ یونان نشان می‌دادند) نیز قابل قبول بود، به‌ویژه در ارتباط با پسر نوجوانی که آزاد زاده نشده بود. با این حال، خدمت به عنوان شریک غیرفعال در اعمال همجنسگرایانه می‌توانست مردانگی و قدرت فرد را زیر سؤال ببرد و فرد مورد تمسخر قرار گیرد. زنای با محارم نیز نفرت‌انگیز بود و در کنار اتهام اعمال منفعلانه همجنسگرایانه برای متهم کردن مردی به سوء رفتار جنسی و به عنوان یک توهین مؤثر بر کل شخصیت او مورد استفاده قرار گرفت. به‌طور کلی، مردان تا زمانی که به تعهدهای خانوادگی خود عمل کنند و در حوزه عمومی به درستی عمل کنند، آزادی قابل توجهی در ارضای جنسی شخصی خود داشتند. مثال سناتور و تاریخ‌نویس بزرگ رومی، کاتو نشان دهنده آزادی‌ها و محدودیت‌های اخلاق‌گرایان مشهور جمهوری متاخر است. کاتو زنا را به شدت محکوم کرد و خواستار اعدام زنان به خاطر آن شد. او همچنین از مردان انتظار داشت که وظایف زناشویی خود را انجام دهند و از زنا پرهیز کنند. با این حال، کاتو از بازدید مردان متأهل از فاحشه‌خان‌ها به عنوان وسیله ای برای ارضای تمایلات جنسی خود بدون تخطی از تعهدات زناشویی خود استقبال کرد. خود کاتو برده‌ای برای ارضای جنسی خود داشت و در سنین پیری برای ارضای امیال جنسی خود با زن جوانی ازدواج کرد. تمایلات جنسی زنان با ازدواج محدودتر بود. زنان را تقریباً می‌توان به دو دسته تقسیم کرد، آنهایی که زنانی بودند که می‌توانستند ازدواج کنند و از نظر تمایلات جنسی به شدت کنترل می‌شدند و آن‌هایی که به‌عنوان ازدواج‌پذیر تلقی نمی‌شدند و محدودیت‌هایی برای تمایلات جنسی خود نداشتند. زنان متأهلی که خارج از ازدواج عمل جنسی انجام می‌دادند، در معرض خطر اتهام قرار می‌گرفتند و این عمل باعث شرمساری شدید خانواده بود و توسط پدر و سرپرست خانواده رومی که زن تحت صلاحیت آنها زندگی می‌کرد مجازات می‌شد. یکی از معدود مواردی اکه ممکن است مجازات‌های واقعاً سختی توسط پدر خانواده بر آن اعمال شده باشد زنا بود. قابل توجه است که در حالی که مرد نباید چنین زنای محصنه ای می‌کرد، اما -تنها در صورتی که او در داخل خانه به‌طور آشکار گرفتار نمی‌شد - لزوماً از این عمل شرمنده نبود. اما اهانت زن به اقتدار شوهر آنقدر تهدیدآمیز بود که مستلزم انتقام بود. امپراتور آگوستوس یک سری اصلاحات مهم ازدواج به نام لگس یولیای به اجرا گذاشت. یکی از این اصلاحات زنا را به عنوان یک جرم عمومی تبدیل کرد که تهدیدی برای دولت بود و به جای رسیدگی به آن به عنوان یک موضوع داخلی خانواده، مستلزم رسیدگی به آن در دادگاه قانونی بود.